# 1877 en Bretagne
 Chronologie de la Bretagne
- 1873
- 1874
- 1875
- 1876
- 1877
- 1878
- 1879
- 1880
- 1881

Cette page recense des événements qui se sont produits durant l'année 1877 en Bretagne.

## Politique
- Élections législatives : la droite progresse tout en restant majoritaire dans la région[1].

## Religion
- Consécration de la Basilique Sainte-Anne d'Auray[1].

## Culture
- Fondation de la société des bibliophiles bretons et de l'histoire de la Bretagne par Arthur de La Borderie[1].

## Sources